# 毛叶粉背蕨
毛叶粉背蕨（学名：Aleuritopteris squamosa）为中国蕨科粉背蕨属下的一个种。

## 扩展阅读
- 維基物種上的相關：毛叶粉背蕨